# 에페이로스 국왕
문서 하단에 있는 에페이로스 왕 목록은 민주정이 설립되기 전인 아이아키다이 왕조의 마지막 인물 때까지 역대 왕과 여왕, 왕자, 왕녀를 포함하고 있다. 기원전 168년에 에페이로스는 로마의 속주 에피루스 베투스가 되었다. 괄호 안에 연도는 알려진 집권 시기를 나타낸다.

고대 시기 에페이로스의 부족

- 아드메토스 (기원전 470년 이전 – 430년)
- 타리파스 (기원전 430년 – 392년)
- 알케타스 1세 (기원전 390년 – 370년)
- 네오프톨레모스 1세 (기원전 370년 – 357년)
- 아리바스 (기원전 373년 – 343년)
- 알렉산드로스 1세 (기원전 342년 – 331년)
- 아이아키데스 (기원전 331년 – 317년)
- 네오프톨레모스 2세 (기원전 317년 – 기원전 313년)
- 아이아키데스 (기원전 313) 두 번째 집권
- 알케타스 2세 (기원전 313년 – 306년)
- 피로스 1세 (기원전 307년 – 302년)
- 네오프톨레모스 2세 (기원전 302년 – 297년) 두 번째 집권
- 피로스 1세 (기원전 297년 – 272년) 두 번째 집권
- 알렉산드로스 2세 (기원전 272년 – 255년)
- 올림피아스 2세 남편인 알렉산드로스 2세 사망 후에 섭정
- 피로스 2세 (기원전 255 – 237년) 프톨레마이오스의 형제
- 프톨레마이오스 (기원전 237년 – 234년) 피로스의 형제
- 피로스 3세 (기원전 234년)
- 데이다미아 (기원전 234-233년[2]),  잠시 통치
  - 군주정 종료, 에페이로스 동맹 참조

## 같이 보기
- List of ancient Epirotes